# Merete
Merete ist ein weiblicher Vorname.

## Herkunft und Bedeutung
Merete ist eine altdänische Kurzform von Mergrete.

## Verbreitung
Der Name Merete ist vor allem in Dänemark und Norwegen verbreitet. In Schweden und Finnland kommt er nur selten vor. In Norwegen zählte er von 1955 bis 1984 mit Ausnahme des Jahres 1957 zu den 100 beliebtesten Mädchennamen. Im Jahr 1967 erreichte er mit Rang 32 seine höchste Platzierung in den Vornamenscharts.

## Varianten
Seltener kommt der Name in seinen Varianten Merethe, Meret und Mereta vor.
Für weitere Varianten: siehe Margarete#Varianten

## Namensträgerinnen
- Merete Brettschneider (* 1974), deutsche Schauspielerin und Sprecherin
- Merete Fjeldavlie (* 1968), norwegische Skirennläuferin
- Merete van Kamp (* 1961), dänische Schauspielerin
- Merete Mazzarella (* 1945), finnlandschwedische Schriftstellerin und Literaturwissenschaftlerin
- Merete Pedersen (* 1973), dänische Fußballspielerin
- Merete Riisager (* 1976), dänische Politikerin
- Merete Voldstedlund (* 1946), dänische Schauspielerin